# سكوت باروز
سكوت باروز (بالإنجليزية: Scott Barrows)‏ هو لاعب كرة قدم أمريكية أمريكي، ولد في 31 مارس 1963 في مارييتا في الولايات المتحدة.

## وصلات خارجية
- سكوت باروز على موقع مرجع كرة القدم المحترفة.كوم (الإنجليزية)